# Ismael Balanyà i Moix
Ismael Balanyà i Moix (Montblanc, 1921-2000), va ser un pintor, grafista i professor a l'Escola Massana de Barcelona.
Es va formar a l'escola Massana i amb el seu pare. Durant els anys 40 va marxar a París, on entrà en contacte amb les avantguardes internacionals. Més endavant, el 1965 va ser nomenat professor a l'Escola Massana.
La seva pintura es caracteritza pel treball amb colors suaus, figures hieràtiques i paisatges. És autor de bona part de les pintures murals que hi ha en els edificis públics i privats de Montblanc i de la Conca de Barberà en general. Va treballar durant algunes temporades a Cadaqués. També té algun mural a l'Alt Camp i a les Garrigues.
Va ser nomenat fill predilecte de Montblanc el 6 de gener de l'any 2000.

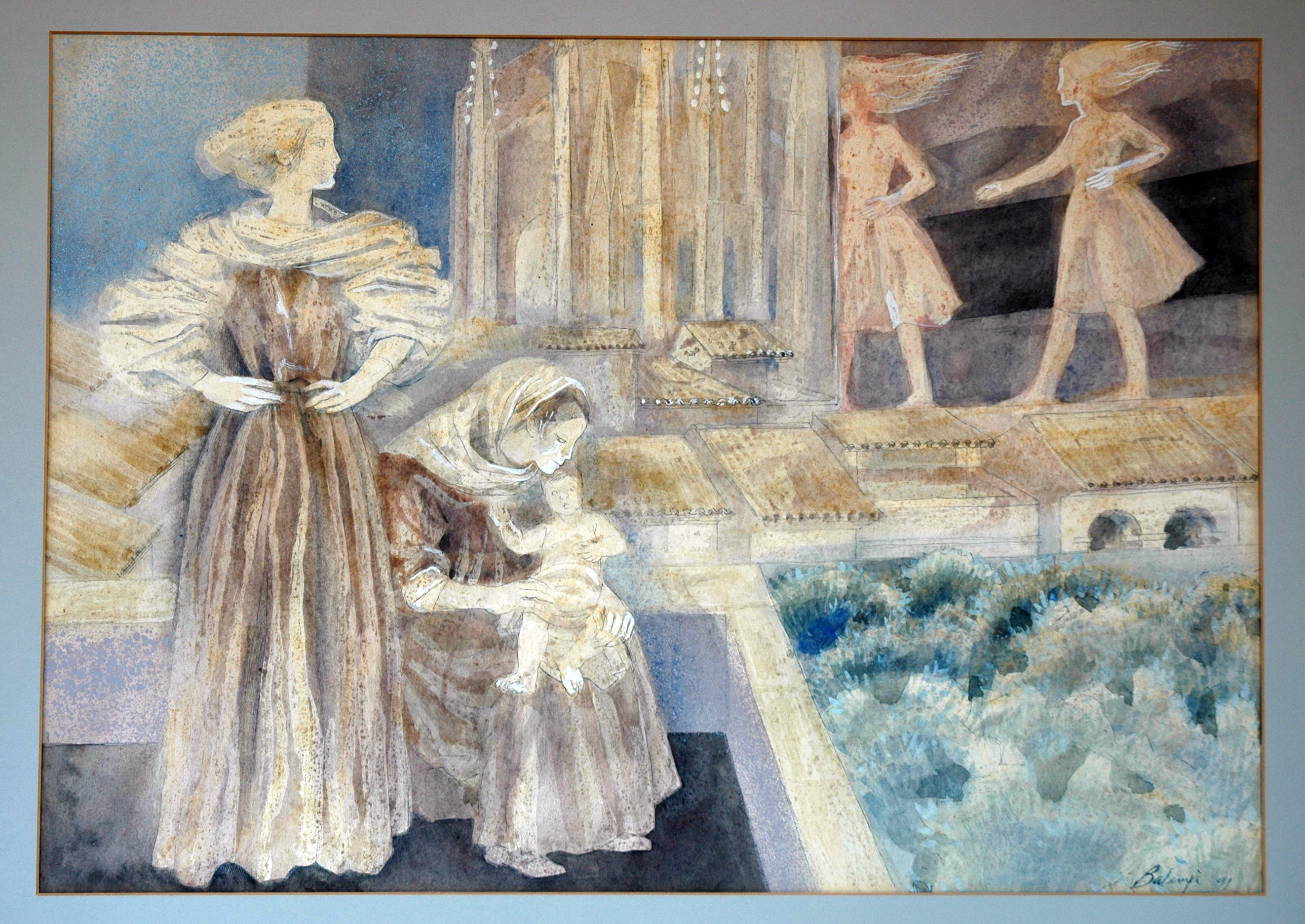
Ismael Balanyà Moix. Pintura tècnica mixta.

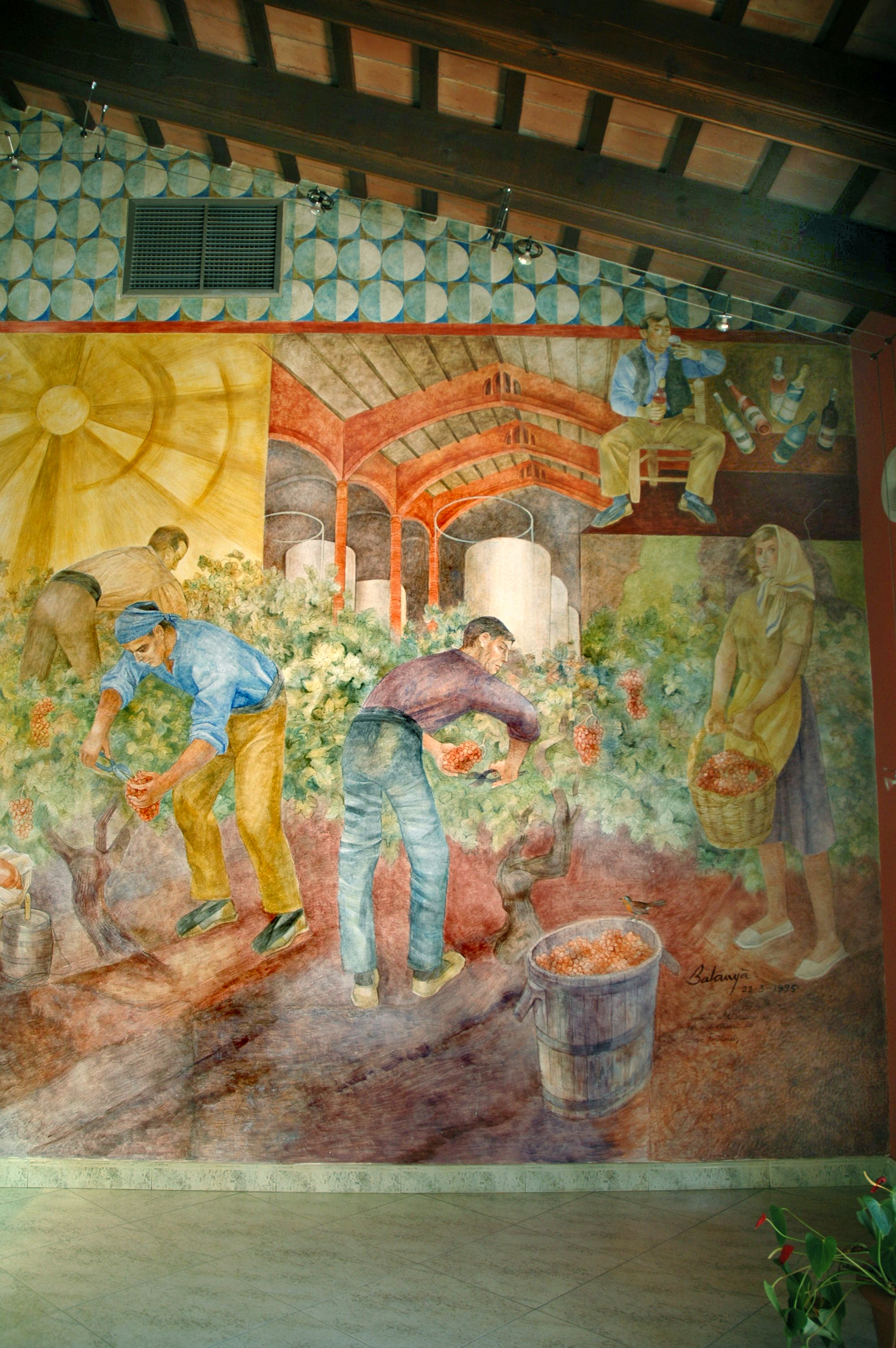
Ismael Balanyà Moix. Pintura mural, al fresc que decora el local de venda de la cooperativa vinícola de Sarral.